# Natuurpark Belasitsa

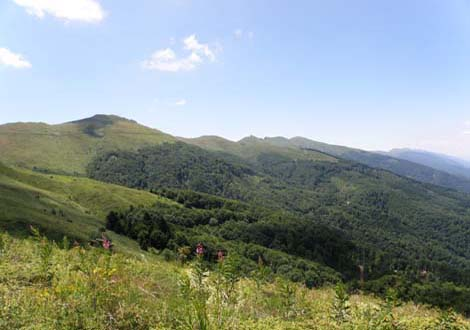

Natuurpark Belasitsa (Bulgaars: Беласица Природен Парк) is een natuurpark in Bulgarije. Het park ligt aan de grens met Griekenland, is 117 vierkante kilometer groot en werd opgericht in 2007. Het natuurpark omvat bergen en bossen. In het park komen 1500 planten- en diersoorten voor.